# Duetos (álbum de Renato Russo)
Duetos (também conhecido como Renato Russo: Duetos) é o sexto álbum de compilação do cantor e compositor brasileiro Renato Russo, lançado pela EMI em 27 de março de 2010 para comemorar a data em que ele completaria 50 anos de idade.
Como o nome sugere, o disco é composto exclusivamente por duetos. Todos envolvem Renato Russo cantando com algum outro artista. Alguns duetos aconteceram realmente, mas nem todos foram lançados; outros foram fabricados juntando gravações de Renato com gravações de outros cantores.

## Antecedentes e curadoria
O disco foi idealizado por Marcelo Fróes (com autorização da família de Renato) e foi feito principalmente a partir de fitas dos dois primeiros discos solos de Renato Russo, The Stonewall Celebration Concert e Equilíbrio Distante. "Vento no Litoral" e "Celeste", que mais tarde viraria "Soul Parsifal", são as únicas do repertório da Legião Urbana, banda na qual Renato tocava e cantava. Algumas partes foram também gravadas durante as sessões do álbum V da banda. 25 fitas foram utilizadas no total. Os músicos que gravaram suas participações especificamente para o disco (Caetano Veloso, Célia Porto — que lançou um disco de covers de Renato Russo no ano seguinte ao de sua morte—, Fernanda Takai, Laura Pausini e Leila Pinheiro) o fizeram em novembro de 2009.
Foram escolhidos artistas que tivessem alguma "relação de carinho" com Renato. Todos foram contatados para tratar dos duetos, exceto Cássia Eller e Dorival Caymmi, que já estavam mortos e foram representados por suas famílas.

## Conteúdo
Marcelo Fróes disse que eu não poderia ficar de fora porque era publicamente sabido que Renato [Russo] era fã do Pato [Fu]. (...) Sinceramente, eu tinha alguma restrição a essas coisas feitas postumamente. Mas o Fróes disse que a voz dele tinha qualidade e podíamos construir um novo arranjo. (...) Fui para o estúdio e tentei ficar leve nesse momento. Fiz de conta que ele estava vivo e gravei me baseando em boas lembranças, nas conversas que tivemos sobre nossas espiritualidade... Obedeci ao tom e registrei as partes que não eram boas para minha voz fazendo vocal para ele. Achei o resultado natural.

Fernanda Takai sobre sua participação em "Like a Lover"
A primeira faixa, "Like a Lover", dueto com Fernanda Takai (Pato Fu), foi lançada como single e é uma versão em inglês de "O Cantador", uma canção de Sérgio Mendes composta por Dori Caymmi e Nelson Motta. A parte de Renato foi capturada durante as gravações do Equilíbrio Distante (outra fonte diz que foi nas sessões do The Stonewall Celebration Concert). Ele canta de fato alguns versos e apenas cantarola outros - foi nesses trechos da música que colocaram a voz de Fernanda.
Marcelo convenceu Fernanda a entrar no projeto após mencionar o quanto Renato era fã do Pato Fu. A cantora conheceu Renato pessoalmente junto com os demais membros de sua banda após um show da Legião Urbana em Belo Horizonte em 1994. Renato deu seu telefone a ela mas, por timidez, ela só ligou para ele dois anos depois, quando o músico já estava com a saúde debilitada por conta da AIDS.
"Celeste" foi gravada em 1993 nas sessões de pré-produção do álbum Verde, Anil, Amarelo, Cor-de-Rosa e Carvão, de Marisa Monte, e durante um intervalo das gravações de The Stonewall Celebration Concert. Ficou guardada numa fita DAT até a cantora procurar o tecladista e produtor Carlos Trilha (produtor dos discos solo de Renato) para tentar terminar a canção de acordo com o que a dupla queria na época da gravação. Ela tomou a iniciativa após Marcelo contatá-la com a ideia do dueto, que ela aceitou, mas desde que se usasse o dueto original e verdadeiro, e não um fabricado com novos vocais dela.
O trabalho de recuperação foi longo e difícil, sendo finalizado apenas após três meses (outra fonte diz que foram 30 dias). A versão final contou com o trabalho dos músicos Fred Nascimento (guitarra), Gian Fabra (baixo) e Cesinha (bateria), entre outros. Marisa usou sua própria voz para delinear um arranjo de cordas cuja escrita ficou a cargo do violinista Pedro Mibielli, que o executou junto com o violoncelista Hugo Pilger. Marisa manteve seus vocais originais, mas acrescentou vocais de apoio na nova versão, que traz ao final um trecho da gravação original.
"Celeste" foi lançada com outro nome ("Soul Parsifal") e uma letra mais negativa em 1996 no disco A Tempestade ou O Livro dos Dias da Legião Urbana, o último lançado com Renato ainda vivo. Ambas as faixas foram registradas como dois fonogramas diferentes pela EMI Music Publishing.
"Vento no Litoral" é um exemplo de dueto fabricado. Foram usadas uma gravação de Renato de 1991 e outra de Cássia Eller de 1999, com instrumental produzido por Clemente Magalhães. A voz de Cássia foi registrada num show tributo a Renato Russo realizado em 15 de dezembro no Metropolitan. Ela também não estava mais viva quando o dueto saiu.
Caetano Veloso foi a um estúdio gravar sua participação em "Change Partners" (também produzida por Clemente) enquanto que Laura Pausini recebeu pela internet um arquivo com a voz de Renato e, depois de dois dias, devolveu o material com sua parte acrescentada.
"Esquadros" e "Só Louco" (respectivamente, com Adriana Calcanhotto e Dorival Caymmi; Renato era grande fã deste último e levou discos dele para serem autografados) foram extraídos de um programa televisivo de José Maurício Machline, chamado Por Acaso e exibido em 1994. O programa rendeu ainda um segundo dueto com Adriana, "Agora Só Falta Você", mas este não foi utilizado.
Algumas faixas já haviam sido lançadas em discos solos de Renato ou em discos de outros artistas. "Mais Uma Vez", "A Carta", "A Cruz e a Espada", "Cathedral Song / Catedral" e "Summertime" constaram no Presente e também em discos dos artistas participantes. "Nada Por Mim" é do álbum ao vivo Legião Urbana e Paralamas Juntos.

## Lista de faixas
| N.º            | Título                                                | Compositor(es)                                                     | Produtor(es)               | Duração |  |
| 1.             | "Like a Lover" ("O Cantador") (com Fernanda Takai)    | Dori Caymmi Nelson Motta Allan Bergman ( v. ) Marilyn Bergman (v.) | Clemente Magalhães         | 4:24    |  |
| 2.             | "Celeste" (com Marisa Monte)                          | Renato Russo Marisa Monte                                          | Marisa Monte Carlos Trilha | 6:29    |  |
| 3.             | "Vento no Litoral" (com Cássia Eller)                 | Russo Marcelo Bonfá Dado Villa-Lobos                               | Magalhães                  | 5:56    |  |
| 4.             | "Mais uma Vez" (com 14 Bis)                           | Flávio Venturini Russo                                             | Mayrton Bahia              | 4:33    |  |
| 5.             | "A Carta" (com Erasmo Carlos)                         | Benil Santos Raul Sampaio                                          | Líber Gadelha              | 4:02    |  |
| 6.             | "A Cruz e a Espada" (com Paulo Ricardo)               | Paulo Ricardo Luiz Schiavon                                        | Nilo Romero                | 3:11    |  |
| 7.             | "Cathedral Song" / "Catedral" (com Zélia Duncan)      | Tanita Tikaram /                                                   | Renato Russo               | 2:58    |  |
| 8.             | "Change Partners" (com Caetano Veloso)                | Irving Berlin                                                      | Magalhães                  | 3:48    |  |
| 9.             | "Strani Amori" (com Laura Pausini)                    | Angelo Valsiglio Roberto Buti Cheope Marco Marati                  | Magalhães                  | 4:25    |  |
| 10.            | "La Solitudine" (com Leila Pinheiro)                  | Pietro Cremonesi Valsiglio Federico Cavalli                        | Magalhães                  | 4:13    |  |
| 11.            | "Come Fa Un'Onda" ("Como uma Onda") (com Célia Porto) | Lulu Santos Nelson Motta Massimiliano de Tomassi (v.)              | Magalhães                  | 3:25    |  |
| 12.            | "Só Louco" (com Dorival Caymmi)                       | Dorival Caymmi                                                     | José Maurício Machline     | 3:25    |  |
| 13.            | "Esquadros" (com Adriana Calcanhotto)                 | Adriana Calcanhotto                                                | Machline                   | 2:45    |  |
| 14.            | "Nada por Mim" (com Herbert Vianna)                   | Herbert Vianna Paula Toller                                        | Carlos Alberto Sion        | 2:15    |  |
| 15.            | "Summertime" (ao vivo) (com Cida Moreira)             | George Gershwin Du Bose Heyward Ira Gershwin                       | —                          | 3:54    |  |
| Duração total: | Duração total:                                        | Duração total:                                                     | Duração total:             | 56:32   |  |